# Kavalga
Kavalga (in lingua aleutina Qavalĝa), registrata inizialmente come Kakhvalga dal capitano Litke nel 1836, poi Kavalga dal capitano Teben'kov nel 1852, è una piccola isola delle Delarof orientali nell'arcipelago delle Aleutine e appartiene all'Alaska (USA). L'isola è lunga 9 km e il suo punto più alto è 40 m. Si trova tra le isole di Unalga, ad ovest, e Ogliuga, ad est.
Kavalga è popolata da Marmotini (scoiattoli di terra) e uccelli marini.